# Hail to the Thief
Hail to the Thief es el sexto álbum de la banda de rock británica Radiohead. Fue lanzado el 9 de junio de 2003 a través de Parlophone a nivel internacional y un día después a través de Capitol Records en los Estados Unidos. Fue el último álbum lanzado bajo el contrato discográfico de Radiohead con EMI, la empresa matriz de Parlophone y Capitol.
Después de hacer la transición a un estilo más electrónico en sus álbumes Kid A (2000) y Amnesiac (2001), que se grabaron a través de una experimentación prolongada en el estudio, Radiohead buscó trabajar de manera más espontánea, combinando música electrónica y rock. Grabaron la mayor parte de Hail to the Thief en dos semanas en Los Ángeles con su productor Nigel Godrich, centrándose en tomas en vivo en lugar de sobregrabaciones.
El compositor Thom Yorke escribió letras influenciadas por la guerra contra el terrorismo que se desarrollaba y el discurso político circundante, incorporando influencias de cuentos de hadas y literatura infantil. La portada, creada por el artista Stanley Donwood, es una hoja de ruta de Hollywood con palabras tomadas de la publicidad en las carreteras de Los Ángeles y de las letras de Yorke.
Luego de una filtración de alto perfil en Internet de material sin terminar diez semanas antes del lanzamiento, Hail to the Thief debutó en el número uno en la UK Singles Chart y en el número tres en la lista Billboard 200 de EE. UU. Fue certificado platino en el Reino Unido y Canadá y oro en varios países. Se promocionó con sencillos y videos musicales de «There There», «Go to Sleep» y «2 + 2 = 5». Hail to the Thief recibió críticas positivas; fue el quinto álbum consecutivo de Radiohead nominado para un premio Grammy al mejor álbum de música alternativa y ganó el premio Grammy al mejor álbum no clásico diseñado.
A mediados del año 2025 se empezó a especular sobre un nuevo álbum en vivo de hail to the thief ya que se estaba en ese tiempo haciendo las presentaciones de Hamlet hail to The thief. Cuando Thom yorke oyó otra vez las grabaciones quedo impresionado y decidió que tenía que sacarlos al publico, finalmente el album se publicó el 13 de agosto en plataformas digitales y próximamente el 31 de octubre en formato cd y vinilo

## Trasfondo
Con sus álbumes anteriores Kid A (2000) y Amnesiac (2001), grabados simultáneamente, Radiohead reemplazó su sonido de rock guiado por guitarras con un estilo más electrónico. Para las giras, aprendieron a interpretar la música en vivo, combinando sonidos sintéticos con instrumentación de rock. El cantante, Thom Yorke, dijo: «Incluso con la electrónica, hay un elemento de interpretación espontánea al usarla. Era la tensión entre lo que es humano y lo que proviene de las máquinas. Eso era algo en lo que nos estábamos metiendo». Radiohead no quería dar un «gran salto o declaración creativa» con su próximo álbum.
A principios de 2002, después de que terminó la gira de Amnesiac, Yorke envió a sus compañeros de banda tres CDs con demos. Los tres CD, The Gloaming, Episcoval y Hold Your Prize, incluían música electrónica junto con bocetos de piano y guitarra. Radiohead había intentado grabar algunas de las canciones, como «I Will», para Kid A y Amnesiac, pero no quedó satisfecho con los resultados. Pasaron mayo y junio de 2002 arreglando y ensayando las canciones antes de interpretarlas en su gira por España y Portugal en julio y agosto.

## Grabación

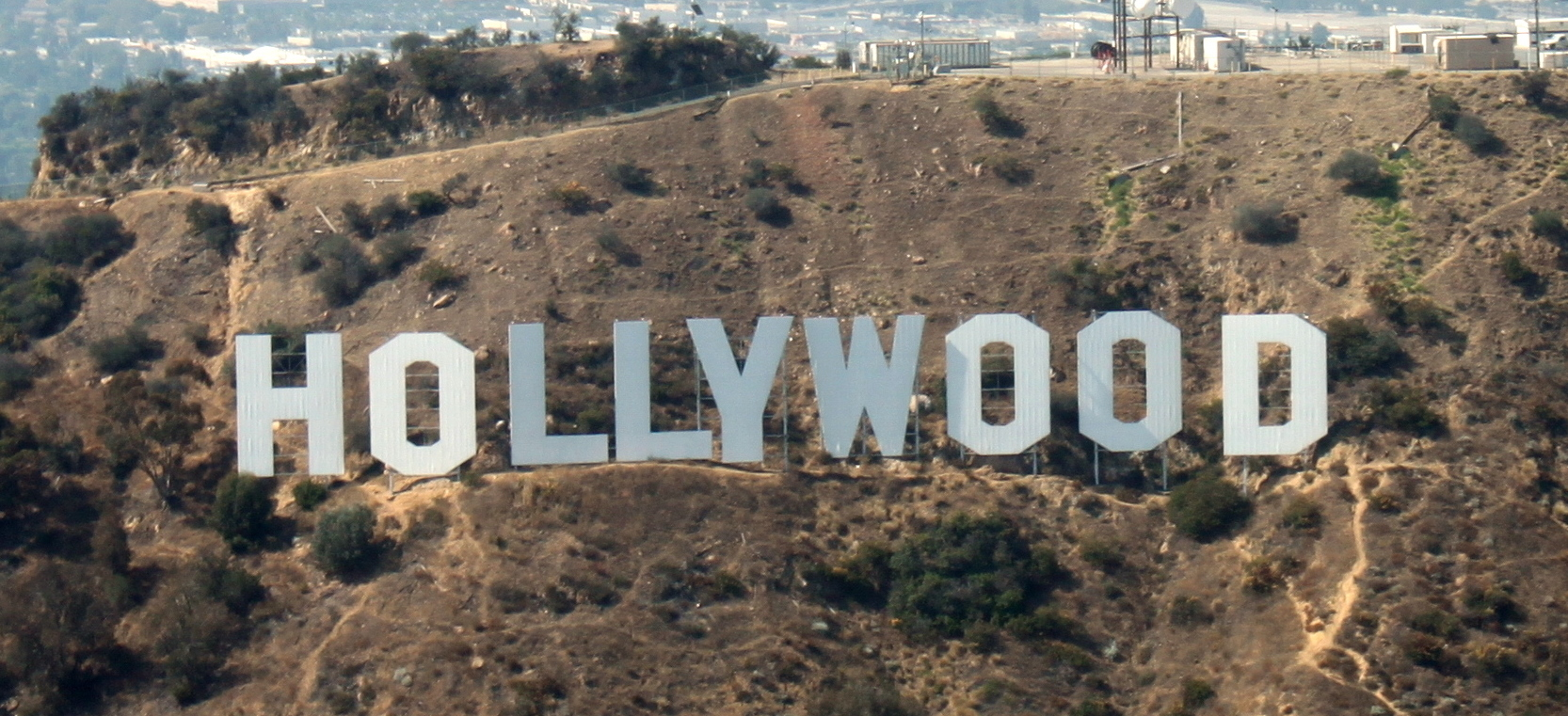
A sugerencia del productor Nigel Godrich, la mayor parte de Hail to the Thief se grabó en dos semanas en Hollywood, Los Ángeles. La cultura de Hollywood influyó en las letras y las ilustraciones

En septiembre de 2002, Radiohead se movió a Ocean Way Recording en Hollywood, Los Ángeles, con su productor Nigel Godrich. El estudio fue sugerido por Godrich, quien lo había usado para producir discos de Travis y Beck pensando que sería un «buen cambio de escenario» para Radiohead. Yorke dijo: «Pensamos, “¿Queremos volar al otro lado del mundo para hacer esto?” Pero fue fantástico, porque trabajamos muy duro. Hicimos una pista por día. Fue como un campamento de vacaciones».
Kid A y Amnesiac se crearon a través de un proceso de grabación y edición que duró años y que el baterista Philip Selway describió como «fabricar música en el estudio». Para su próximo álbum, Radiohead buscó capturar un sonido «en vivo» más inmediato. Yorke dijo que querían pasar menos tiempo «mirando computadoras y cuadrículas y, en cambio, integraron computadoras en sus actuaciones con otros instrumentos». Dijo que «todo se trataba de la actuación, como montar una obra de teatro».
Radiohead trató de trabajar de forma rápida y espontánea, evitando la postergación y el análisis excesivo. El guitarrista Jonny Greenwood dijo: «Realmente no tuvimos tiempo para estar estresados por lo que hicimos. Llegamos al final de la segunda semana antes de escuchar lo que hicimos en los primeros dos días, y ni siquiera recordamos grabándolo o quién estaba tocando las cosas. Lo cual es una forma mágica de hacer las cosas». Yorke se vio obligado a escribir letras de manera diferente, ya que no tenía tiempo para reescribirlas en el estudio. Para algunas canciones, volvió al método de cortar palabras y ordenarlas al azar que había empleado para Kid A y Amnesiac.
La mayoría de los elementos electrónicos no se sobregrabaron, sino que se grabaron en vivo en el estudio. Greenwood usó el lenguaje de programación musical Max para probar y manipular la interpretación de la banda; por ejemplo, lo usó para procesar su guitarra en «Go To Sleep», creando un efecto de tartamudeo aleatorio. Continuó usando sintetizadores modulares y las ondas Martenot, uno de los primeros instrumentos electrónicos similar a un theremin. Después de haber usado mucho los pedales de efectos en álbumes anteriores, se desafió a sí mismo a crear interesantes partes de guitarra sin efectos.
Inspirándose en los Beatles, Radiohead trató de mantener las canciones concisas. La pista de apertura, «2 + 2 = 5», se grabó como prueba de estudio y se terminó en dos horas. Radiohead tuvo problemas para grabar «There, There»; después de volver a grabarlo en su estudio de Oxfordshire, Yorke se sintió tan aliviado de haberlo capturado que lloró, sintiendo que era el mejor trabajo de la banda. Radiohead había grabado una versión electrónica de «I Will» en las sesiones de Kid A y Amnesiac, pero la abandonó como «kraftwerk poco fiable»; los componentes de esta grabación se usaron para crear «Like Spinning Plates» en Amnesiac. Para Hail to the Thief, la banda buscó «llegar al núcleo de lo bueno de la canción» y no distraerse con los detalles de producción o los nuevos sonidos, y se decidió por un arreglo sencillo.
Radiohead grabó la mayor parte de Hail to the Thief en dos semanas, con grabaciones y mezclas adicionales en su estudio en Oxfordshire, Inglaterra, a finales de 2002 y principios de 2003. El guitarrista Ed O'Brien le dijo a Rolling Stone que Hail to the Thief fue el primer álbum de Radiohead «donde, al final de hacerlo, no queríamos matarnos unos a otros». Sin embargo, mezclar y secuenciar creó un conflicto; según Yorke, «Hubo un período prolongado durante el cual vivimos con él, pero no estaba completamente terminado, por lo que te apegas a las versiones y tuvimos grandes discusiones al respecto». Godrich estimó que las mezclas aproximadas del las sesiones de Los Ángeles se utilizaron para una tercera parte del álbum.

## Letras y temas
La letra de Hail to the Thief estuvo influenciada por lo que Yorke llamó «la sensación general de ignorancia, intolerancia, pánico y estupidez» que siguió a la elección del presidente estadounidense George W. Bush en 2000. Tomó palabras y frases del discurso sobre el desarrollo de la Guerra contra el Terror y las usó en las letras y el arte. Negó cualquier intento de hacer una «declaración política» con las canciones, pero dijo: «Traté desesperadamente de no escribir nada político, nada que expresara el terror profundo con el que vivo día a día. Pero es solo joder allí, y eventualmente tienes que renunciar y dejar que suceda».
Yorke, un nuevo padre, adoptó la estrategia de «destilar» los temas políticos en una «simplicidad infantil». Tomó frases de cuentos de hadas y folclore como el cuento de Chicken Little, y de la literatura infantil y la televisión que compartió con su hijo, como la serie de televisión Bagpuss de la década de 1970. La paternidad hizo que Yorke se preocupara por la condición del mundo y cómo podría afectar a las generaciones futuras. Greenwood sintió que la letra de Yorke expresaba «confusión y escape, como “Me quedaré en casa y cuidaré de las personas que me importan, compraré alimentos para un mes”».
Yorke también tomó frases del Infierno de Dante, el tema de la tesis doctoral de su compañera Rachel Owen. Varias canciones, como «2 + 2 = 5», «Sit Down Stand Up» y «Sail to the Moon», hacen referencia a versiones cristianas del bien y el mal y el cielo y el infierno, una novedad en la música de Radiohead. Otras canciones hacen referencia a la ciencia ficción, el terror y la fantasía, como los lobos y vampiros de «A Wolf at the Door» y «We Suck Young Blood», la referencia al eslogan «2 + 2 = 5» en la novela distópica Nineteen Eighty-Four, y la alusión al gigante de Los viajes de Gulliver en «Go to Sleep».

### Título

La frase «hail to the thief» fue utilizada por los manifestantes durante la controversia en torno a las elecciones presidenciales de Estados Unidos de 2000

Radiohead tuvo problemas para nombrar el álbum. Consideraron titularlo The Gloaming que significa «crepúsculo» o «atardecer»—, pero esto fue rechazado por ser demasiado «poético» y «doomy» y así se convirtió en el subtítulo del álbum. Otros títulos considerados incluyeron Little Man Being Erased, The Boney King of Nowhere y Snakes and Ladders, que se convirtieron en los títulos alternativos de «Go To Sleep», «There There»y «Sit Down. Stand Up». El uso de títulos alternativos se inspiró en los carteles victorianos que mostraban canciones moralistas tocadas en salas de música.
La frase «hail to the thief» fue utilizada por los manifestantes anti-Bush como un juego de «Hail to the Chief», el himno presidencial estadounidense. Yorke describió escuchar la frase por primera vez como un «momento formativo». Radiohead eligió el título en parte en referencia a Bush, pero también en respuesta al «aumento del doble pensamiento y la intolerancia y la locura en general... como si los individuos estuvieran totalmente fuera de control de la situación... una manifestación de algo que no es realmente humano». El título también hace referencia a la filtración de una versión inacabada del álbum antes de su lanzamiento. A Yorke le preocupaba que pudiera malinterpretarse únicamente como una referencia a las elecciones estadounidenses, pero sus compañeros de banda sintieron que «evocaba todas las tonterías, el absurdo y el júbilo de la época».

## Música
Hail to the Thief incorpora rock alternativo, art rock, rock experimental y rock electrónico. Presenta instrumentación de rock más convencional y menos manipulación digital que los álbumes anteriores de Radiohead, Kid A y Amnesiac; hace un uso destacado de batería en vivo, guitarra y piano, y la voz de Yorke fue menos manipulada con efectos. Rolling Stone dijo que Hail to the Thief era «más melodioso y centrado en las canciones». Varias pistas utilizan la construcción de tensión de bajo a fuerte «similar a Pixies» que Radiohead había empleado en álbumes anteriores.
Aunque Yorke describió a Hail to the Thief como «muy acústico», negó que fuera un «disco de guitarra». Conserva elementos electrónicos como sintetizadores, cajas de ritmos y muestreo, y Yorke y Jonny Greenwood son acreditados por «laptop». El crítico de Spin, Will Hermes, descubrió que Hail to the Thief «oscila entre el frío de los secuenciadores y la calidez de los dedos en las cuerdas y las teclas». Radiohead vio a Hail to the Thief como un «disco pop brillante y brillante. Claro y bonito». O'Brien sintió que el álbum capturaba un nuevo sonido «arrogante», con «espacio, sol y energía».

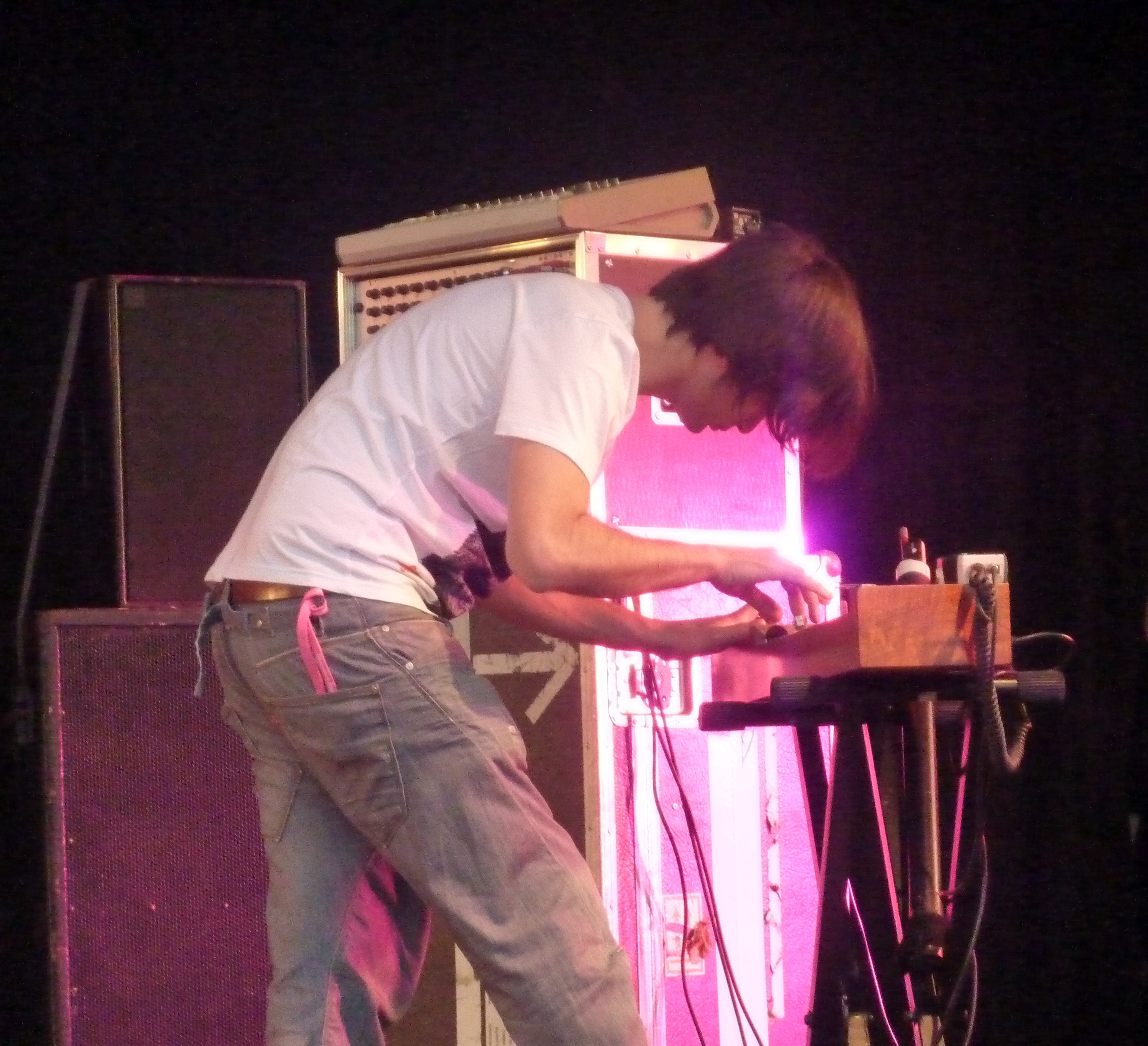
Jonny Greenwood usó las ondas Martenot, uno de los primeros instrumentos electrónicos, en varias pistas

La pista de apertura, «2 + 2 = 5», es una canción de rock que llega a un clímax ruidoso. «Sit Down. Stand Up», una canción electrónica, fue influenciada por el músico de jazz Charles Mingus. «Sail to the Moon» es una balada de piano parecida a una canción de cuna con firmas de tiempo cambiantes. La letra hace alusión a la historia bíblica del Arca de Noé, y fue escrita «en cinco minutos» para el hijo pequeño de Yorke, Noah. «Backdrifts» es una canción electrónica sobre «el deslizamiento hacia atrás que está ocurriendo dondequiera que mires».
«Go to Sleep» comienza con un riff de guitarra acústica que el bajista Colin Greenwood comparó con la música folk británica de la década de 1960. «Where I End and You Begin» es una canción de rock con «walls» de ondas Martenot y una sección rítmica influenciada por New Order. Según Yorke, «We Suck Young Blood» es una «melodía de un barco de esclavos» con una pausa de free jazz, y «no debe tomarse en serio». Con aplausos inoportunos, «como zombis», la canción satiriza la cultura de Hollywood y su «deseo constante de mantenerse joven y desplumar a la gente, chupar su energía».
«The Gloaming» es una canción electrónica con ritmos «mecánicos» que Jonny Greenwood construyó a partir de bucles de cinta. Greenwood lo describió como «electrónica de la vieja escuela: sin computadoras, solo sintetizadores analógicos, máquinas de cinta y cinta adhesiva». Yorke dijo que era «la canción de protesta más explícita del disco», con letras sobre el ascenso del fascismo y «la intolerancia, el fanatismo y el miedo, y todas las cosas que mantienen baja a la población». «There There» es una canción de rock con percusión en capas que llega a un clímax ruidoso. Fue influenciado por las bandas Can, Siouxsie and the Banshees y Pixies.
Yorke describió «I Will» como la canción más furiosa que jamás había escrito. Su letra se inspiró en imágenes de noticias del bombardeo del refugio de Amiriyah en la guerra del Golfo, que mató a unas 400 personas, incluidos niños y familias. «A Punchup at a Wedding», influenciado por el funk, expresa la impotencia que Yorke sintió frente a los acontecimientos mundiales y su enojo por una crítica negativa de la actuación de bienvenida de Radiohead en South Park (Oxford) en 2001. Yorke dijo que la actuación fue «uno de los días más importantes de mi vida» y que «simplemente no entendía por qué... cómo alguien, solo porque tenía acceso a un teclado y una máquina de escribir, podía cancelar por completo un evento que significó mucho para mucha gente».
Para «Myxomatosis», una canción construida sobre una línea de bajo de fuzz de conducción, Radiohead buscó recrear los sonidos de sintetizador desafinados «aterradores» de las bandas new wave de los años 70 y 80 como Tubeway Army. Yorke dijo que la letra trataba sobre el control mental y la censura de ideas por parte de los medios. Jonny Greenwood describió «Scatterbrain» como «simple y bonita» con acordes que no se resuelven. NME describió la pista final, «A Wolf at the Door» como «una canción bonita, con un monólogo siniestro encima». Greenwood comparó su letra con los cuentos de hadas de los Grimm. Yorke describió su ubicación al final del álbum como «algo así como despertarte al final... Todo ha sido una pesadilla y ahora tienes que ir a buscar un vaso de agua».

## Lista de canciones
Todas las canciones fueron compuestas por Radiohead.

| Disco 1 |                                                       |          |  |
| N.º     | Título                                                | Duración |  |
| 1.      | « 2 + 2 = 5» (The Lukewarm)                           | 3:19     |  |
| 2.      | «Sit Down. Stand Up.» (Snakes & Ladders)              | 4:19     |  |
| 3.      | «Sail to the Moon» (Brush the Cobwebs Out of the Sky) | 4:18     |  |
| 4.      | «Backdrifts» (Honeymoon is Over)                      | 5:22     |  |
| 5.      | «Go to Sleep» (Little Man Being Erased)               | 3:21     |  |
| 6.      | «Where I End and You Begin» (The Sky is Falling in)   | 4:29     |  |
| 7.      | «We Suck Young Blood» (Your Time is Up)               | 4:56     |  |
| 8.      | «The Gloaming» (Softly Open Our Mouths in the Cold)   | 3:32     |  |
| 9.      | «There, There» (The Boney King of Nowhere)            | 5:25     |  |
| 10.     | «I Will» (No Man's Land)                              | 1:59     |  |
| 11.     | «A Punchup at a Wedding» (No No No No No No No No)    | 4:57     |  |
| 12.     | «Myxomatosis» (Judge, Jury & Executioner)             | 3:52     |  |
| 13.     | «Scatterbrain» (As Dead as Leaves)                    | 3:21     |  |
| 14.     | «A Wolf at the Door» (It Girl. Rag Doll)              | 3:21     |  |
| 56:35   |                                                       |          |  |

| Disco 2 (Edición de Colección) |                                                                        |          |  |
| N.º                            | Título                                                                 | Duración |  |
| 1.                             | «Paperbag Writer»                                                      | 3:58     |  |
| 2.                             | «Where Bluebirds Fly»                                                  | 4:30     |  |
| 3.                             | «I am Citizen Insane»                                                  | 3:32     |  |
| 4.                             | «Fog (Again)» (Live)                                                   | 2:18     |  |
| 5.                             | «Gagging Order»                                                        | 3:35     |  |
| 6.                             | «I am a Wicked Child»                                                  | 3:06     |  |
| 7.                             | «Remyxomatosis» (Cristian Vogel RMX)                                   | 5:09     |  |
| 8.                             | «There there.» (Demo)                                                  | 7:44     |  |
| 9.                             | «skttrbrain» (Four Tet RMX)                                            | 4:24     |  |
| 10.                            | «I will.» (Los Angeles Version)                                        | 2:22     |  |
| 11.                            | «Sail to the Moon.» (BBC Radio 1's Jo Whiley's Live Lounge - 28/05/03) | 4:10     |  |
| 12.                            | «2 + 2 = 5» (Live at Earls Court - 26/02/03)                           | 3:35     |  |
| 13.                            | «Go to Sleep.» (Zane Lowe - 08/12/03)                                  | 3:31     |  |
| 51:54                          |                                                                        |          |  |